# Elizabeth Powers
Pour les articles homonymes, voir Powers.
Elizabeth Powers est une romancière américaine, auteur de deux romans policiers.

## Biographie
Elle fait paraître dans les années 1980 deux romans policiers appartiennent au sous-genre du Si J'Avais Su (Had I but known (en)), où une jeune héroïne se trouve mêlée à son corps défendant à des intrigues criminelles et sentimentales. Dans Tout ce qui brille... (1981), Viera, une immigrée tchèque de fraîche date, est la nouvelle secrétaire de Martin Heckel, un jeune et malchanceux homme d'affaires juif de New York, dont l'épouse est sauvagement assassinée. Peu après, Abraham Epstein, un ami des Henkel et diamantaire de métier, disparaît mystérieusement. Viera est tout de suite persuadée que les deux affaires sont liées et elle entend en faire la preuve. Au fil de ses investigations, elle croise bientôt un beau saxophoniste qui vient lui prêter main-forte.

## Œuvre

### Romans policiers
- All That Glitters: The Case of the Ice-Cold Diamond (1981) Publié en français sous le titre Tout ce qui brille..., Paris, Librairie des Champs-Élysées, Le Masque no 1731, 1983
- On Account of Murder (1984)